# 七股區
23°08′26″N 120°08′21″E / 23.1404239°N 120.1391685°E
七股區，舊稱「七股寮」，前身「七股鄉」，位於臺灣臺南市最西端，為台灣本島最西端的行政區，北臨將軍區，東鄰佳里區、西港區，西濱臺灣海峽，南接安南區，境內的十份里尖仔尾（國聖港燈塔附近）係台灣本島最西端所在。該區屬濱海地區，地形多為潮汐灘地、沙洲、潟湖，沿岸多紅樹林，為候鳥群聚棲息之地，區內的曾文溪出海口溼地更是瀕臨絕種鳥類－黑面琵鷺全球最重要的棲息地。氣候上屬熱帶季風氣候，產業則以農業、漁業為主。

## 歷史
七股區早期為臺江內海的一部分，後來因曾文溪改道，臺江內海逐漸陸化而形成陸地，而有漢人進入開墾。清領時期，有七人合股在此開墾築寮，於是稱為「七股寮仔」或「七股寮」。1920年臺灣地方改制，在此地設置「七股庄」，歸臺南州北門郡管轄。戰後改設臺南縣七股鄉，曾是臺灣重要的鹽場所在地，後來則因黑面琵鷺的造訪而聲名大噪。
1990年代歷經備受爭議的濱南工業區與七股國際機場開發案之後，在台江國家公園的設立之下該開發案完全劃下句點。2010年12月25日臺南縣市合併升格後改稱七股區。

## 人口
根據臺南市佳里戶政事務所統計，2024年底七股區戶數約8千戶，人口約2.1萬人，區內人口最多與最少的里分別是大埕里與溪南里，2024年底兩里人口分別為2,861人與387人。

## 政治

### 歷任首長

#### 鄉長
| 屆次 | 姓名   | 備註 |
| ---- | ------ | ---- |
| 1    | 陳清汗 | 1950 |
| 2    | 陳清汗 | 1954 |
| 3    | 陳清汗 | 1958 |
| 4    | 陳槐卿 | 1962 |
| 5    | 黃大欉 | 1966 |
| 6    | 張栽   | 1970 |
| 7    | 王福森 | 1974 |
| 8    | 王福森 | 1978 |
| 9    | 蘇德川 | 1982 |
| 10   | 王龍雄 | 1986 |
| 11   | 王龍雄 | 1990 |
| 12   | 陳啓明 | 1994 |
| 13   | 陳啓明 | 1998 |
| 14   | 蔡舜忠 | 2002 |
| 15   | 蔡舜忠 | 2006 |

#### 區長
| 任次 | 姓名   | 備註 |
| ---- | ------ | ---- |
| 1    | 陳獻明 | 2010 |
| 2    | 莊名豪 | 2014 |
| 3    | 徐屏屏 | 2018 |
| 4    | 顏文穗 | 2021 |
| 5    | 李佳隆 | 2023 |

### 區政組織
七股區公所是臺南市政府在七股區的派出機關，在中華民國政府架構中為市政府綜理區政的執行機關，上級業務監督機關為臺南市政府。区长由市長任命，其任期為無任期保障。在區長及主任秘書之下，設有4課3室等7個內部單位。

### 行政區
現今七股區行政範圍的確立，來自於1920年，日本將臺灣十二廳改為五州二廳，設七股庄屬臺南州北門郡:222。七股庄轄後港、城子內、篤加、頂山子、大寮、七股、下山子寮、樹子腳、竹子港、七十二份、三股子、十份塭等14個大字。1946年1月，改為「七股鄉」，屬臺南縣北門區:222。1950年，裁撤區署，七股鄉改直隸於臺南縣:224。2010年12月25日，臺南縣市合併改制為直轄市，七股鄉改制為市轄區「七股區」，隸屬臺南市:222－223。
| 七股區行政區劃 |        |      |        |      |        |
|                |        |      |        |      |        |
| 編號           | 里名   | 編號 | 里名   | 編號 | 里名   |
| 1              | 大潭   | 2    | 後港里 | 3    | 西寮里 |
| 4              | 頂山   | 5    | 篤加里 | 6    | 七股里 |
| 7              | 大埕里 | 8    | 中寮里 | 9    | 玉成里 |
| 10             | 溪南里 | 11   | 龍山   | 12   | 鹽埕里 |
| 13             | 十份里 | 14   | 三股里 | 15   | 永吉里 |
| 16             | 竹橋里 | 17   | 義合里 | 18   | 樹林里 |

七股區面積廣大，聚落約呈零散分布，沒有一個較集中、較大的市區。戰後設有25村，1964年下山村更名為龍山村；1978年港東村、港西村合併並更名後港村，頂潭村、台潭村則合併為大潭村，成為23村。2010年12月25日改制後成為23里，2018年1月29日鄰里整併為18里，城內里併入後港里，大寮里併入大埕里，竹港里併入竹橋里，槺榔里併入義合里，看坪里併入樹林里，並可概分為北、中、南三個區域。

## 節慶
- 七股海鮮節[14]

## 教育

### 國民中學
- 臺南市立竹橋國民中學
- 臺南市私立昭明國民中學

### 國民小學

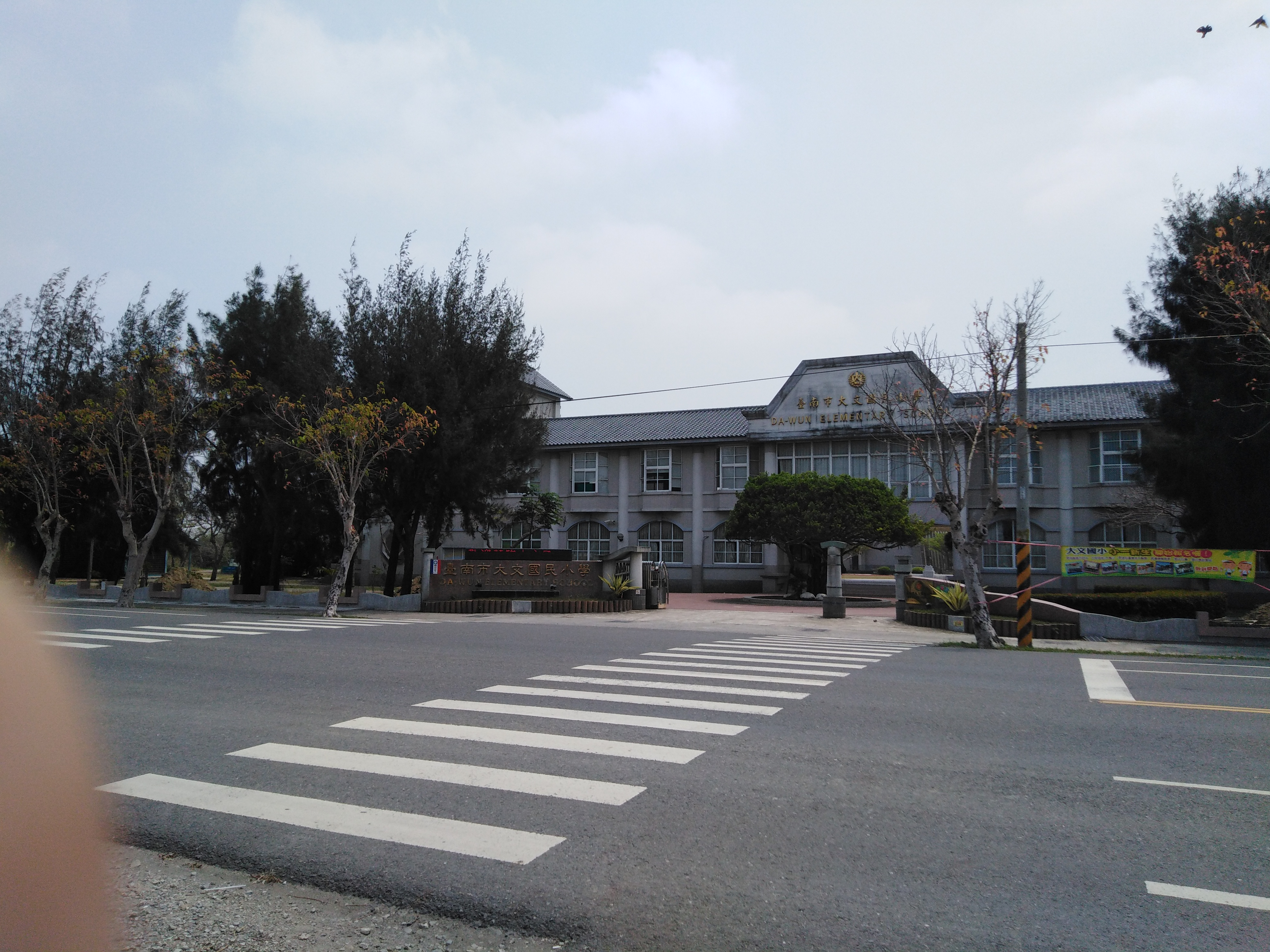
七股區大文國小

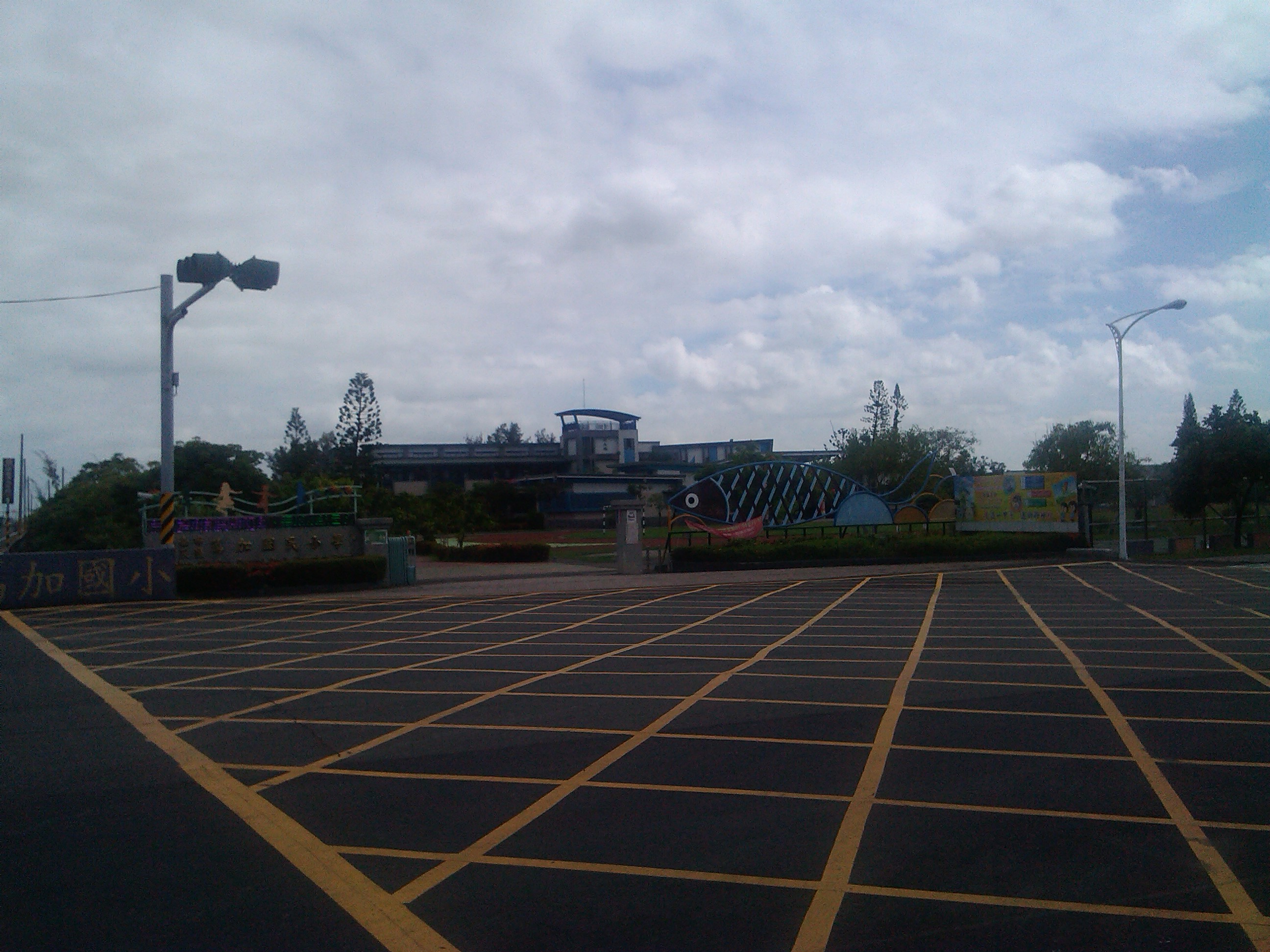
七股區篤加國小

- 臺南市七股區七股國民小學
- 臺南市七股區大文國民小學【大寮】
- 臺南市七股區光復生態實驗小學【中寮】
- 臺南市七股區篤加國民小學
- 臺南市七股區樹林國民小學
- 臺南市七股區三股國民小學
- 臺南市七股區竹橋國民小學
- 臺南市七股區後港國民小學
- 臺南市七股區建功國民小學
- 臺南市七股區七股國民小學龍山分校

## 交通

### 公路

#### 省道/快速道路
- 台17線
- 台61線
  - 298 七股七股交流道
  - 305 十份十份交流道

#### 市道
- 市道173號：七股區九塊厝 - 七股區永吉 - 西港區
- 市道173甲線：七股區九塊厝 - 將軍區
- 市道176號：七股區新山子寮 - 七股區 -佳里區

#### 區道
- 南24線：七股區大潭里後港 - 麻豆區
- 南25線：將軍區 - 七股區中寮
- 南25-1線：將軍區馬沙溝 - 七股區中寮僑
- 南25-2線：七股區西寮橋 - 七股區鹽埕里新山仔寮東側（七股鹽山旁）
- 南26-1線：七股區城內里埔尾西側 - 七股區後港里港東
- 南28線：七股區大潭里謝仔寮 - 佳里區六安里許竹圍
- 南29-1線：七股區篤加里篤加東側 - 七股區大寮里大寮
- 南30線：七股區頂山 - 七股區後港
- 南31線：七股區下山仔寮 - 七股區海寮
- 南31-1線：七股區三股里海埔地（水試所門口） - 七股區溪南
- 南32線：七股區篤加 - 佳里區
- 南33線：七股區看坪 - 七股區竹港
- 南33-1線：七股區樹林里樹仔腳 - 七股區槺榔里北槺榔
- 南34線：七股區三合寮 - 西港區
- 南34-1線：七股區中寮 - 七股區篤加南
- 南36線：七股區十一份 - 西港區麻豆寮
- 南36-1線：七股區竹港里麻豆寮 - 七股區竹港
- 南37線：佳里區 - 七股區竹港
- 南38線：七股區三股里海埔地（水試所門口） - 七股區竹橋
- 南39線：七股區三股里 - 七股區十份里五塊寮
- 南39-1線：七股區三股里 - 七股區永吉
- 南39-2線：七股區五塊寮 - 七股區九塊厝
- 南42線：七股區竹港 - 西港區新港

### 大台南公車
| 編號     | 營運業者   | 路線                         | 備註 |
| -------- | ---------- | ---------------------------- | --- |
| 61       | 新營客運   | 新營－臺灣鹽博物館           | - 台灣好行西濱快線。 - 經鹽水、高跟鞋教堂、水晶教堂、七股鹽山。 - 新營站10:20發車，於臺灣鹽博物館16:40折返。 |
| 61區間車 | 新營客運   | 南鯤鯓代天府－臺灣鹽博物館   | - 台灣好行西濱快線。 - 經水晶教堂、七股鹽山。                                                                |
| 98       | 府城客運   | 臺南轉運站－七股鹽山         | - 台灣好行府城台江線。                                                                                       |
| 98賞鳥線 | 府城客運   | 七股鹽山－黑面琵鷺賞鳥亭     | - 賞鳥季（每年11月至隔年4月）行駛。                                                                          |
| 藍11     | 興南客運   | 佳里－城子內－青鯤鯓         | |
| 藍13     | 興南客運   | 佳里－西寮                   | |
| 藍15     | 台一大車隊 | 漚汪－角帶圍－後港－佳里     | - 全線使用小黃公車營運。                                                                                     |
| 藍20     | 興南客運   | 佳里－台區－青鯤鯓－將軍漁港 | |
| 藍21     | 興南客運   | 佳里－義合－九塊厝           | |
| 藍22     | 興南客運   | 佳里－七十二份－九塊厝       | |
| 藍23     | 興南客運   | 安平工業區－海尾－九塊厝     | |
| 藍25     | 皇冠交通   | 佳里－七股－南台灣創新園區   | - 全線使用小黃公車營運，採預約制發車。                                                                       |
| 藍26     | 台一大車隊 | 佳里－下廍－篤加里           | - 全線使用小黃公車營運。                                                                                     |
| 藍27     | 台一大車隊 | 佳里－看坪－溪南里保龍宮     | - 全線使用小黃公車營運。                                                                                     |
| 藍28     | 台一大車隊 | 佳里－看坪－佳里榮民之家     | - 全線使用小黃公車營運。                                                                                     |
| 藍30     | 皇冠交通   | 西港－大塭寮－佳里           | - 全線使用小黃公車營運。                                                                                     |

### 公共自行車YouBike2.0
至2024年12月27日止，七股區共設2站，分別為：
- 七股遊客中心
- 龍山211之33號旁

## 旅遊
- 七股黑面琵鷺保護區
- 七股潟湖
- 七股鹽山
- 七股鹽場
- 臺灣鹽博物館
- 和明織品文化館
- 將軍休閒漁港

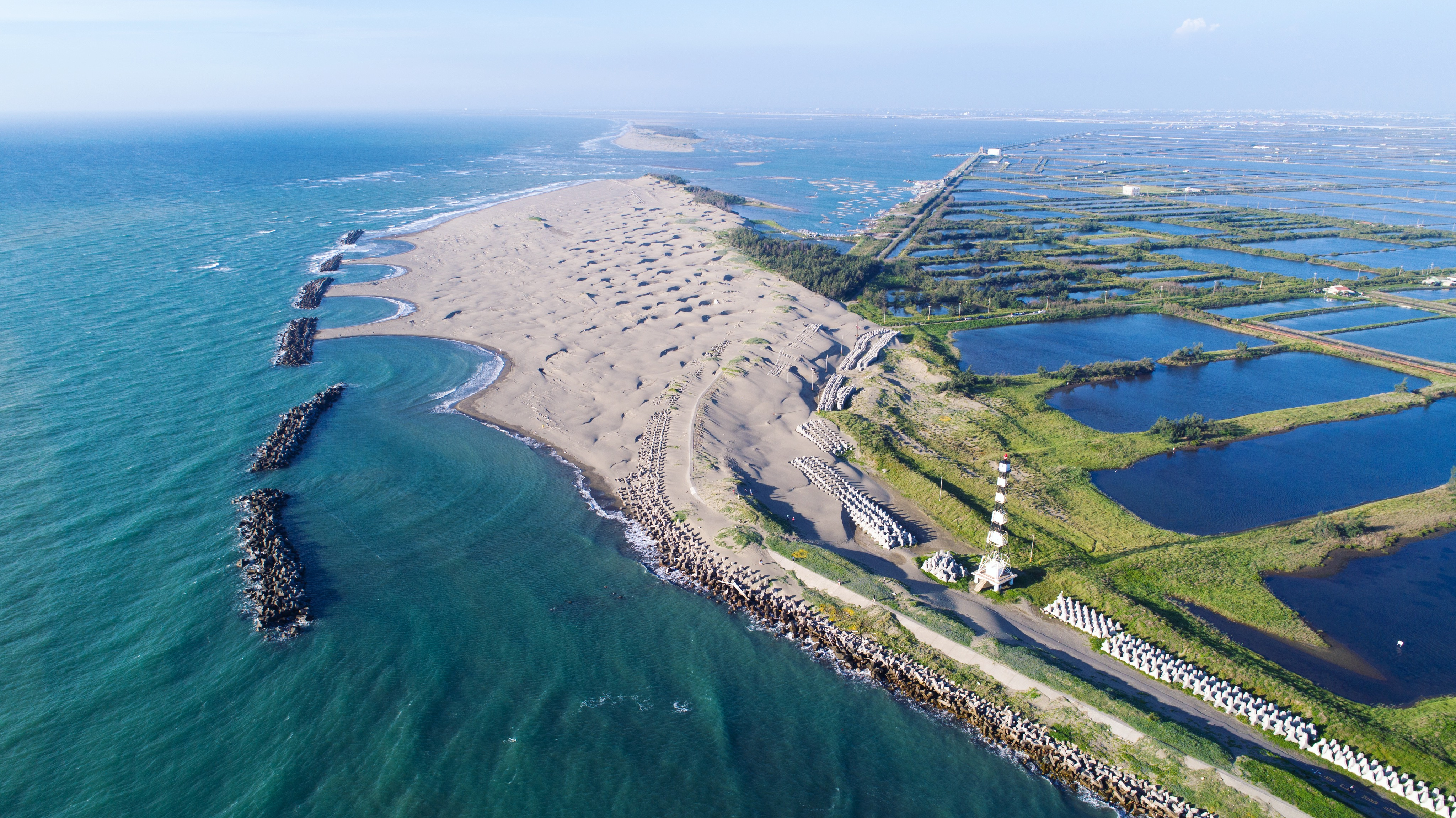
七股區北堤堤坊的國聖燈塔

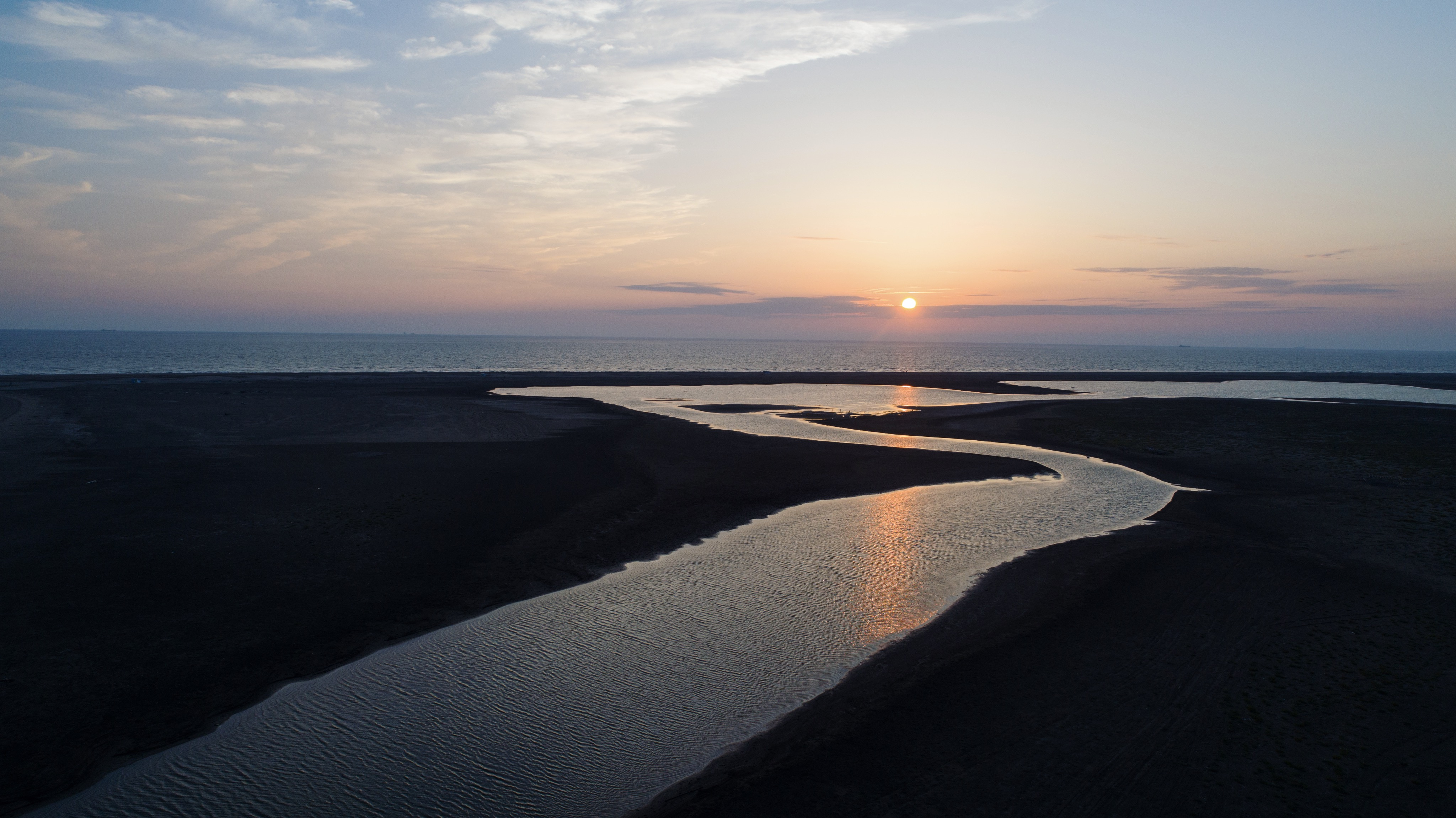
七股區新浮崙汕

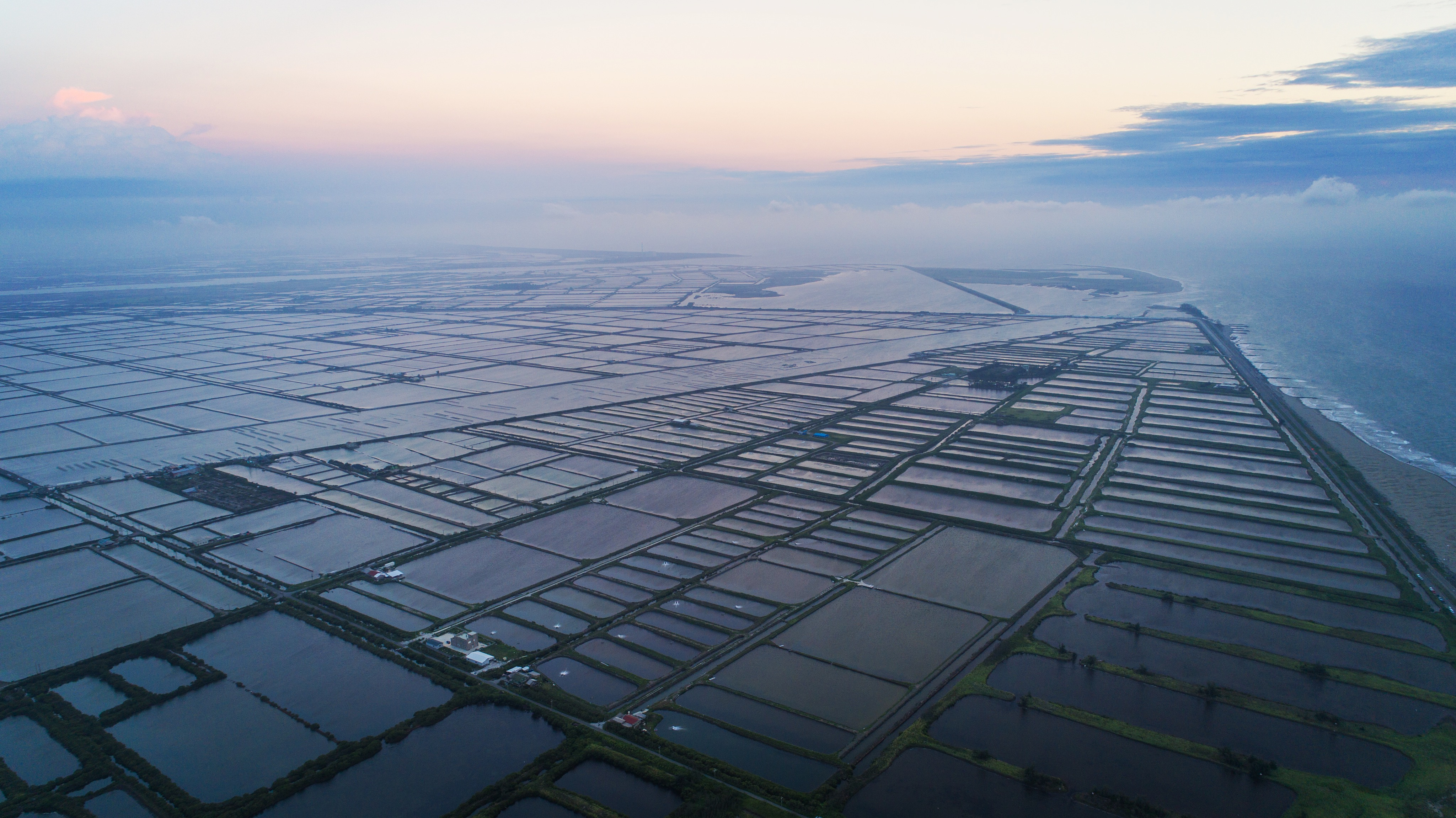
七股區大潮溝與海埔魚塭

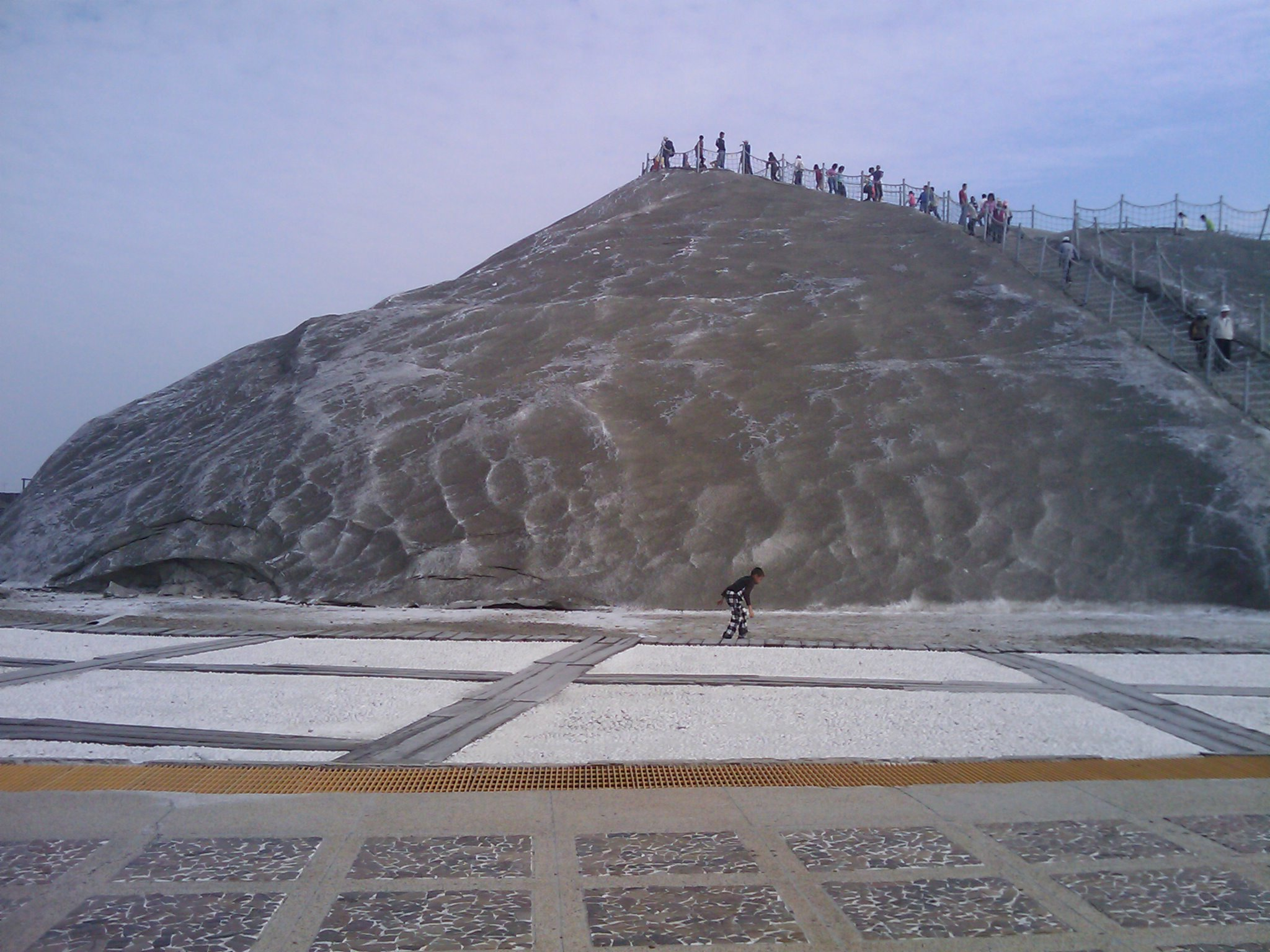
七股鹽山

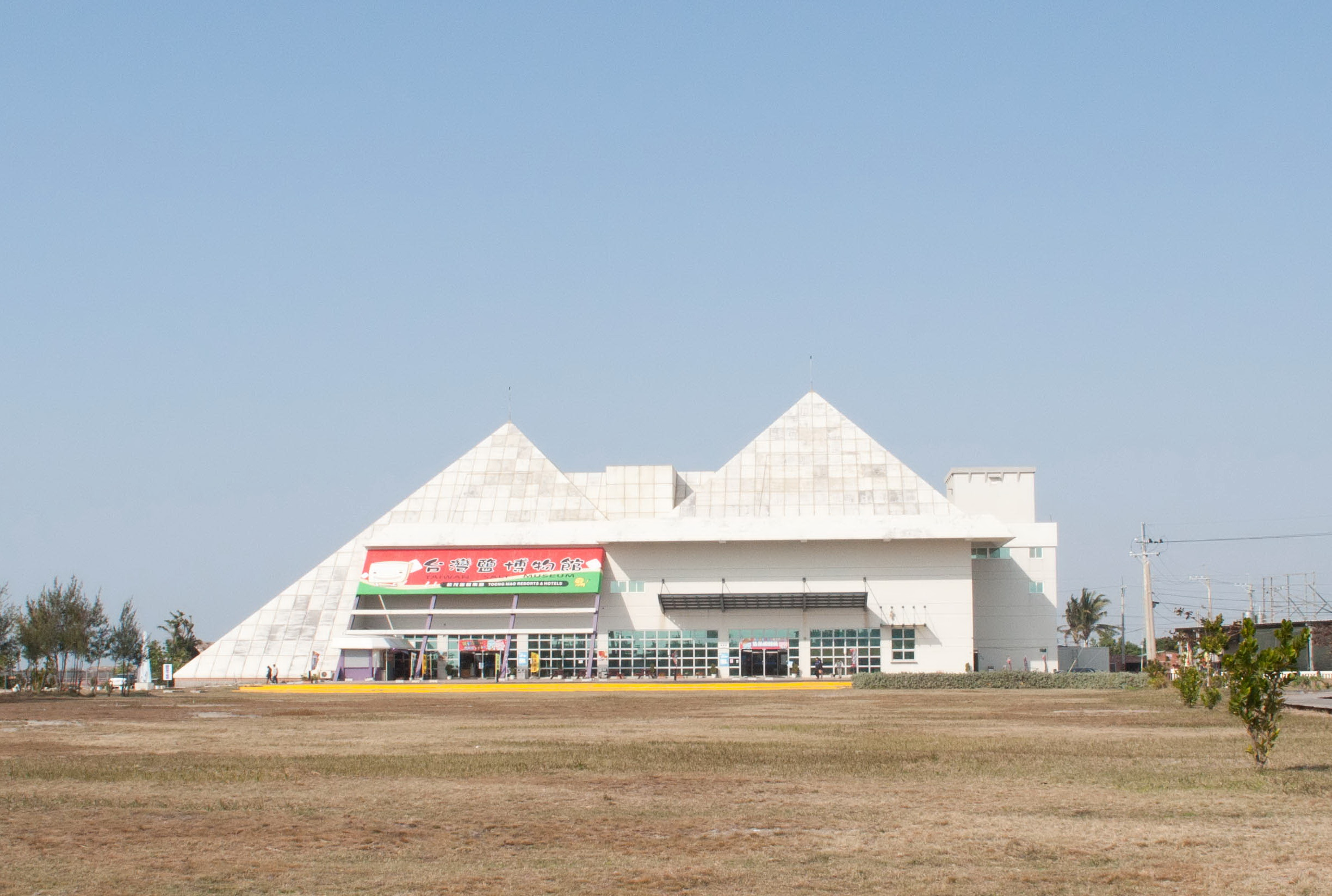
臺灣鹽博物館

- 七股洋香瓜節：冬季瓜田白浪滔滔，產量全國第一。
- 頂山代天府
- 七股唐明殿
- 七股龍山宮
- 台潭龍安宮
- 番仔塭阿立祖廟

## 環境議題

### 七股垃圾掩埋場
1993年2月，台南市野鳥協會曾經爭對七股垃圾掩埋場工程提出聲明，要求政府停止該項工程。該協會強調，七股垃圾掩埋場未做好環境影響評估及保育即發包工程，會影響到黑面琵鷺之生態；西南沿海溼地是近海捕撈之漁場，政府開發應謹慎；又曾文溪口海岸線為不穩定之地區，自該處取土為垃圾掩埋場的覆土會造成沙洲流失，更甚者，取土處洽為黑面琵鷺覓食區之一。台南縣政府對此於3月做出回應，主張七股垃圾掩埋場接有依照公害防治措施設置，對鄰近環境不會造成汙染，待工程完成，將監督七股鄉公所做好汙水處理及垃圾覆土之工作。而後該垃圾掩埋場如期設置。

## 特產
- 洋香瓜
- 虱目魚
- 牡蠣

## 外部連結
- 七股區公所 （页面存档备份，存于）